# Joaquín de San Martín y Mirón
Joaquín Miguel de San Martín y Mirón (Guayaquil, Gran Colombia; 27 de abril de 1823 - Santa Rosa, Ecuador; 1895) fue un militar y político ecuatoriano presunto hijo del general José de San Martín.

## Biografía
Joaquín de San Martín habría nacido de la relación de José de San Martín y Carmen Mirón y Alayón durante la breve estadía del Libertador en Guayaquil.
En 1841 se trasladó a Perú y se involucró en la política desde muy joven, enrolado en el Partido Liberal.
En septiembre de 1852 cuando revistaba como tercer oficial a bordo del bergantín  "6 de marzo", el navío encalló de regreso desde Buenaventura, Colombia; del naufragio sólo sobrevivieron ocho personas, incluido Joaquín.
El 2 de julio de 1866 participó del fallido atentado contra el presidente de Ecuador, Gabriel García Moreno, pero no fue imputado por el mismo. Dos años más tarde se estableció en Lambayeque donde tuvo un hijo con  Petronila Alvarado, llamado José Joaquín. Tras la muerte de García Moreno, en 1875, regresó al Ecuador y se estableció en Machala, allí revistó como comisario y se casó. Murió asesinado en 1895 en Gualtaco (cerca de Santa Rosa, Ecuador).
Según el historiador ecuatoriano Fernando Jurado Noboa el prócer reconoció a su hijo. Mario Meneghini, por su parte, dice que no hay pruebas de este parentesco.